# Lacinipolia comis
Lacinipolia comis là một loài bướm đêm trong họ Noctuidae.